# Adnan Mohsen

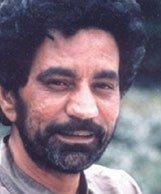
le poète Adnan Mohsen

Adnan Mohsen (en arabe عدنان محسن,) né le 30 mars 1955 à Bagdad est un poète et traducteur irakien.

## Biographie
Né le 30 mars 1955 à Bagdad au bord du Tigre, opposant à la dictature de Saddam Hussein, il est obligé de fuir l'Irak pour le Liban dans un premier temps, puis entame une série de voyages qui l'amène un peu partout dans le monde arabe.
Profondément laïc et radicalement athée, il refuse de se rendre en Irak après la chute de la dictature en guise de protestation contre l'ingérence des religieux dans la vie politique et surtout pour exprimer son dégoût face à la dérive confessionnelle de la société irakienne.
En 1980, il s'installe à Paris pour suivre des études supérieures. Sous la direction du linguiste David Cohen, il effectue des recherches sur l'influence des anciens dialectes arabes dans la littérature pré et post-islamique et obtient un diplôme d'études approfondies de la Sorbonne Nouvelle. À l'université de Jussieu, il soutient une thèse de doctorat sur les fondements linguistiques et sociologiques du principe masculinéaire dans la parenté arabe sous la direction de M. Marcel d'Ans.
Il épouse Aube de Thiersant, la fille du peintre savoyard Jacques de Thiersant, et a deux enfants, un fils Adam, et une fille Amielle. Il écrit son premier court poème en français :

« Je suis Irakien par mes parents
Français par mes enfants
par ascendance
Irakien je suis
Français par descendance »

Il publie deux recueils de poèmes en français aux éditions L'Harmattan, deux recueils en arabe et écrit dans des revues arabes (Al-Quds al-Arabi, etc.) et dans Banipal. il est également publié dans Poésie 1 lors du dossier sur la poésie arabe contemporaine .
Désireux de faire connaître au public français certains de ses amis poètes arabes, il traduit en français le jordanien A.Nasser, les Irakiens Mohammed Saïd Saggar , A. Tuhmazi , et H. Shafiq .
À Paris, il se découvre un intérêt particulier pour l'histoire du surréalisme et le nouveau roman. À ce sujet, il traduit en arabe des écrits d'Alain Jouffroy comme Introduction au génie d'André Breton, (préface à Clair de terre d'André Breton, Poésie Gallimard), et Surréalisme et poésie (Alain Jouffroy et Jean Laude, colloque, Paris, 1966), il traduit également Ferdinand Alquié Le surréalisme : du cadavre exquis au hasard objectif  (article in Encyclopaedia universalis, volume 15, p. 578-575) , Alain Bosquet Nathalie Sarraute : une vénération feutrée (article in Magazine Littéraire, numéro 350, janvier 1997) , Jean-Jacques Brochier Mon siècle par Aragon, un entretien réalisé en 1967 (in Magazine Littéraire, numéro 322, juin 1994) 
" L'œuvre d'Adnan Mohsen a cet esprit inspiré et inspirant, profondément personnel, avec un style musclé, disponible, qui pourtant ne se dépare jamais d'une splendeur d'oratoire, d'invocation à la fois passionnée et retenue. Une telle extase et un tel mordant dans le ton appartiennent seulement aux héritiers du désert, de la mer, des rivières et des cités légendaires d'un passé dont ils sont devenus la voix." James Kirkup 

## Publications
en français :
La Mémoire du silence : extraits sur google Livres
Du même acabit على هذه الشاكلة  bilingue français- arabe :
extraits sur Google Livres
en arabe : Ainsi de suite الى آخره 
De l'autre نصوص عن الغير 